# Языки Либерии
Либерия — многоязычная страна, где существует более 30 языков коренных народов. Английский является официальным языком де факто. Ни одна из групп языков не образует отличительного большинства. Эти языки могут быть сгруппированы в 4 семьи: манден, кру, мелская и язык гола.

## Языковые группы

### Английский
- Либерийский английский;
- Либерийский креольский;
- Мерико;

### Мелские языки
- Киси;

### Языки манден
- Банди;
- Ваи;
- Дан;
- Кпелле;
- Лоома;
- Манинка;
- Мано;
- Менде;

### Языки кру
- Басса;
- Гбии;
- Гларо-твабо;
- Глио-уби;
- Гребо;
- Девоин;
- Клао;
- Кран;
- Крумен;
- Куваа;
- Сапо;
- Таджуасон;

### Гола
- Гола;